# Oleg Protasov
Oleg Valeryevich Protasov ou Oleh Valeriyovych Protasov - respectivaente, em russo, Олег Валерьевич Протасов e, em ucraniano, Олег Валерійович Протасов (Dnipropetrovs'k, 4 de fevereiro de 1964) é um ex-futebolista ucraniano.

## Carreira

### Herói do Dnipro
Membo-chave do ataque da seleção soviética nos anos 80, começou a carreira em 1981, no clube de sua cidade, o Dnipro Dnipropetrovs'k, onde jogou até 1987. Em 1983, levou o clube à conquista de seu primeiro campeonato soviético, o que fez do Dnipro um dos poucos clubes ucranianos a contrariar a hegemonia do Dínamo Kiev na competição.
Artilheiro do campeonato em 1985 e 1987 pelo Dnipro, acabou inevitavelmente indo para o Dínamo em 1988, e viu nesse ano seu ex-clube conquistar pela segunda vez o campeonato. Protasov enfim seria campeão soviético com o Dínamo em 1990, sendo novamente artilheiro.

### Seleção
Marcou 29 gols em 68 jogos pela seleção soviética, tendo sido chamado para as Copas do Mundo de 1986 e 1990 e para a Eurocopa de 1988, onde foi vice-campeão. A partir de 1990, rodou por clubes gregos e pelo japonês Gamba Osaka até parar de jogar, em 1999. Já não jogava por seleções desde 1994, quando jogou sua única partida pela recém-independente Ucrânia: sob falta de recursos financeiros da Associação Ucraniana de Futebol, as primeiras convocações se limitaram a atletas que permaneciam no campeonato ucraniano.

### Como Técnico
Tornou-se técnico, conquistando o campeonato grego com o Olympiakos, um dos clubes que defendeu, em 2003. Outro ex-clube que treinou foi o Dnipro.